# Chełmsko Śląskie (gmina)

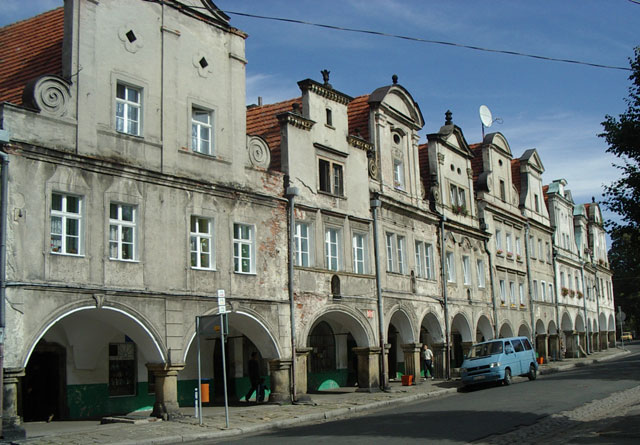
Rynek w Chełmsku Śląskim

Chełmsko Śląskie – dawna gmina wiejska istniejąca w latach 1945–1954 w woj. wrocławskim (dzisiejsze woj. dolnośląskie). Siedzibą władz gminy było Chełmsko Śląskie, które po utracie praw miejskich w 1945 stało się wsią.
Gmina Chełmsko Śląskie powstała po II wojnie światowej na terenie tzw. Ziem Odzyskanych (tzw. II okręg administracyjny – Dolny Śląsk). 28 czerwca 1946 gmina – jako jednostka administracyjna powiatu kamiennogórskiego – weszła w skład nowo utworzonego woj. wrocławskiego.
Według stanu z 1 lipca 1952 gmina składała się z 5 gromad: Błażejów, Chełmsko Śląskie, Okrzeszyn, Olszyny i Uniemyśl. Gmina została zniesiona 29 września 1954 wraz z reformą wprowadzającą gromady w miejsce gmin. Chełmsko Śląskie przez kolejne dwa lata było siedzibą gromady, po czym awansowało do rangi osiedla z dniem 1 stycznia 1957. Gminy Chełmsko Śląskie nie przywrócono 1 stycznia 1973 wraz z kolejną reformą znoszącą gromady i osiedla a reaktywującą gminy, przez co Chełmsko po raz pierwszy stało się wsią niegminną (dawny obszar gminy wszedł głównie w skład nowej gminy Lubawka, oprócz Olszyn, które włączono do gminy Krzeszów, a po jej zniesieniu - do nowej gminy Kamienna Góra).
Region, a zwłaszcza Chełmsko – miejscowość o tradycjach i wyglądzie typowo miejskim – zaczął podupadać, a wraz z nim liczne zabytki dawnego miasta. Mieszkańcy Chełmska Śląskiego i okolicznych wsi podejmowali starania zmierzające do reaktywowania gminy Chełmsko Śląskie w jej dawnych granicach.